# Saint-Martin-la-Patrouille
Saint-Martin-la-Patrouille település Franciaországban, Saône-et-Loire megyében. Lakosainak száma 65 fő (2022. január 1.). Saint-Martin-la-Patrouille Joncy, Mary, Saint-Huruge, Saint-Marcelin-de-Cray és Sigy-le-Châtel községekkel határos.

## Népesség
A település népessége az elmúlt években az alábbi módon változott:
| Lakosok száma | 63   | 63   | 62   | 61   | 61   | 61   | 63   | 65   |
|               | 2013 | 2015 | 2017 | 2018 | 2019 | 2020 | 2021 | 2022 |